# Prisma (vereniging)
Prisma is een Nederlandse vereniging van christelijke ontwikkelingsorganisaties. Deze organisaties zijn actief op het terrein van ontwikkelingssamenwerking en diaconaat wereldwijd. Het doel is om door onderlinge samenwerking de strijd tegen armoede in de wereld te versterken.
Het kantoor is gehuisvest in het pand van het landelijk dienstencentrum van de Protestantse Kerk in Nederland te Utrecht. Directeur van Prisma is sinds 1 januari 2018 Haaije Feenstra.

## Leden
Enkele organisaties die lid zijn van Prisma zijn: Dorcas, GZB, Leger des Heils, Leprazending, Red een Kind, Tearfund, Woord en Daad, World Servants, Wycliffe Bijbelvertalers en ZOA.